# Национальная служба народной безопасности
Национальная служба народной безопасности (порт. Serviço Nacional de Segurança Popular, SNASP) — мозамбикская спецслужба периода гражданской войны. Занималась разведкой, контрразведкой и специальными операциями, являлась карательным органом марксистского режима ФРЕЛИМО. После мирного соглашения между правящим ФРЕЛИМО и вооружённой оппозицией РЕНАМО реорганизована в деидеологизированную Службу информации и государственной безопасности.

## Структура и идеология
В конце 1974 года переходное правительство Мозамбика, управлявшее страной в период деколонизации, передало функции правопорядка и безопасности партийным структурам ФРЕЛИМО. Декрет-закон о создании Национальной службы народной безопасности (SNASP) был издан в Народной Республике Мозамбик 11 октября 1975 года.
Характерной особенностью являлась откровенная установка SNASP на защиту не только государства, но и партии ФРЕЛИМО с её марксистско-ленинской идеологией. В законе прямо говорилось о тесной связи спецслужбы с ФРЕЛИМО и участии в «политической и идеологической мобилизации». По официальному статусу SNASP учреждалась не в качестве государственного органа, а «при председателе ФРЕЛИМО». 
Вышестоящей инстанцией для SNASP являлся Департамент безопасности ФРЕЛИМО, который курировал Арманду Гебуза. Подчинение министерству государственной безопасности было скорее формальным, поскольку SNASP являлось основой этого ведомства. Спецслужба располагала разветвлённой сетью осведомителей — Vigilância Popular («Народные наблюдатели») — на госпредприятиях и в деревнях.
Первым директором SNASP был назначен генерал Жасинту Велозу — белый португалец, руководитель оперативных служб ФРЕЛИМО. Велозу служил в португальских ВВС, участвовал в колониальной войне, но в 1963 бежал в Танзанию и перешёл на сторону ФРЕЛИМО. Он занял видное место в окружении Саморы Машела как организатор конфиденциальных дипломатических миссий и спецопераций. В 1980-х SNASP возглавлял полковник Серджиу Виейра.

## Партийная спецслужба
В задачу SNASP ставилось поддержание партийного контроля над обществом в условиях гражданской войны, подавление антикоммунистической оппозиции, борьба с Мозамбикским национальным сопротивлением (РЕНАМО), противодействие спецслужбам Родезии и ЮАР. Использовались методологии КГБ СССР, МГБ ГДР и — неафишируемо — салазаровской ПИДЕ. Проводились многочисленные аресты подозреваемых в нелояльности — как белых поселенцев, так и африканцев. Комментаторы и поныне отмечают жестокость и произвол в ходе политических репрессий. В ведении SNASP находились «лагеря перевоспитания» с крайне суровым режимом содержания заключённых.
В марте 1981 года в Мозамбике было объявлено о разоблачении «шпионской сети ЦРУ», нескольких американских дипломатов выслали из Мапуту. Это рассматривалось как крупное достижение SNASP. Но уже в ноябре президент Мозамбика Самора Машел выступил с резкой публичной критикой деятельности SNASP как «не обеспечивающей в должной мере государственной безопасности». Результатом стала масштабная чистка спецслужбы и дальнейшее ужесточение репрессий.
Жертвами репрессий становились и диссиденты ФРЕЛИМО. 29 июля 1980 года за подписью министра госбезопасности Жасинту Велозу был издан Приказ N 5/80, в котором сообщалось о смертной казни Уриа Симанго, Паулу Гумане, Лазаро Нкавандаме, Жулиу Нихиа, Матеуша Нгвегере, Жоаны Симеан. Эти шесть человек были известными мозамбикскими политиками, Симанго являлся вице-председателем при Эдуарду Мондлане. Все они в своё время состояли в ФРЕЛИМО, но выступали против диктаторского правления, за многопартийную систему. Годы спустя генерал Велозу утверждал, будто «не помнит» этого приказа. Однако подлинность документа не ставится под сомнение.
Спецслужба играла значительную роль во внутрипартийной борьбе за власть, в том числе в верхушке ФРЕЛИМО. По некоторым данным, полковник Виейра убеждал Самору Машела арестовать Жоакима Чиссано за «сотрудничество с империалистами». Интересно, что вскоре после этого Самора Машел заключил Соглашение Нкомати с южноафриканским правительством Питера Боты, Жоаким Чиссано после гибели Саморы Машела возглавил ФРЕЛИМО, а Серджиу Виейра был уволен из спецслужбы и поставлен на малозначимую «научную» должность.
Наряду с политическими репрессиями и спецоперациями, SNASP вела жёсткую — вплоть до публичных казней — борьбу с контрабандной торговлей автомашинами, слоновой костью, драгоценными камнями, медикаментами и ценными породами дерева.

## Скандалы
В июне 1982 года офицер мозамбикской госбезопасности Жорже да Кошта бежал в ЮАР и попросил политического убежища. Своё решение он мотивировал нежеланием поддерживать советское доминирование в Мозамбике. Он также рассказал о планах АНК, скоординированных со SNASP. Побег да Кошты и полученная от него информация оказались полезной в целях антикоммунистической контрпропаганды.
Внешние спецоперации SNASP несколько раз провоцировали крупные международные скандалы. 30 ноября 1987 в Малави погиб в автокатастрофе бывший посол Мозамбика в Португалии Жоао да Силва Атайде, перешедший на сторону РЕНАМО. 7 апреля 1988 в Лиссабоне был убит генеральный секретарь РЕНАМО Эво Фернандеш. В обоих случаях ответственность была возложена на SNASP.
Позиции SNASP оказались сильно подорваны гибелью Саморы Машела в авиакатастрофе 19 октября 1986 года. Хотя специальная комиссия по расследованию не пришла ни к каким чётким выводам о её причинах, сбой в обеспечении безопасности был очевиден. (Существовали и более глубокие подозрения, но они не подтверждены доказательствами.)

## Послевоенное преобразование
С 1989 года в Мозамбике начались политические реформы. ФРЕЛИМО отказался от коммунистической идеологии, согласился на многопартийную демократию и рыночную экономику. В октябре 1992 года президент Мозамбика Жоаким Чиссано и лидер РЕНАМО Афонсу Длакама подписали мирный договор. (Интересно, что со стороны ФРЕЛИМО самое активное участие в переговорах принимал организатор политических репрессий, партийный куратор SNASP Арманду Гебуза). Одним из условий примирения со стороны РЕНАМО являлась ликвидация SNASP.
Решение о расформировании SNASP было принято ещё в июле 1991 года. Партийная спецслужба реорганизовалась в новую официально деидеологизированную Службу информации и государственной безопасности (SISE). РЕНАМО продолжает обвинять власти в политических преследованиях и тайных убийствах, однако чины SISE подчёркивают, что «SISE не SNASP, защищает не партию, а национальную безопасность, не имеет полномочий совершать аресты и отправлять в заключение».
В военно-политических конфликтах с правящей партией Афонсу Длакама настаивает на авторитетном посредничестве Жасинту Велозу, который в посткоммунистическом Мозамбике успешно занимается бизнесом. Крупным предпринимателем стал и Арманду Гебуза, побывавший на посту президента. Серджиу Виейра занимает должность в историко-политологическом «Центре африканских исследований».